# لسلی گرنتام
لسلی گرنتام (انگلیسی: Leslie Grantham; ۳۰ آوریل ۱۹۴۷ – ۱۵ ژوئن ۲۰۱۸) هنرپیشه اهل بریتانیا بود.
از فیلم‌ها یا برنامه‌های تلویزیونی که وی در آن نقش داشته‌است می‌توان به گدازه، ساعت برنارد، ۱–۹۹، ناخوانده و دکتر هو اشاره کرد.